# Potiche
Potiche (Frans: siervaas, pronkstuk, prijswijf) is een Belgisch-Franse speelfilm van François Ozon die werd uitgebracht in 2010. De filmkomedie speelt zich af in 1977 en is gebaseerd op het gelijknamige toneelstuk van Pierre Barillet en Jean-Pierre Grédy. Om een afstandelijk, op fictie gericht effect te sorteren, werden enkele theaterconventies behouden.
Ozon verstopte in de film verwijzingen naar de Franse president Nicolas Sarkozy en zijn tegenkandidate bij de Franse presidentsverkiezingen 2007, Ségolène Royal.

## Samenvatting
In het Noord-Franse stadje Sainte-Gudule, dicht bij Saint-Amand-les-Eaux, wonen de rijke industrieel Robert Pujol en zijn vrouw Suzanne Pujol, die al dertig jaar huisvrouw is. Hij is eigenaar van een paraplufabriek waar hij zijn arbeiders tiranniseert. Zijn arbeiders besluiten om te gaan staken voor betere werkomstandigheden. Wanneer Robert door alle stress ook nog een hartaanval krijgt breekt de hel los. Suzanne moet gedwongen het werk van haar man overnemen met hulp van haar ex-liefje en huidige vakbondsleider en dorpsburgemeester Maurice. Suzanne ontpopt zich tot een echte zakenvrouw die weet hoe ze alles moet aanpakken. Maar dan komt Robert volledig hersteld terug van vakantie en worden de zaken pas echt gecompliceerd.

## Rolverdeling
- Catherine Deneuve: Suzanne Pujol, « Potiche »
- Gérard Depardieu: Maurice Babin, de communistische gedeputeerde en burgemeester
- Fabrice Luchini: Robert Pujol, echtgenoot van Suzanne en fabrieksdirecteur
- Karin Viard: Nadège, secretaresse van Robert
- Judith Godrèche: Joëlle, dochter van Robert en Suzanne
- Jérémie Renier: Laurent, zoon van Robert en Suzanne

Bijrollen
- Sergi López: de Spaanse vrachtwagenchauffeur
- Évelyne Dandry: Geneviève Michonneau, de zus van Suzanne
- Bruno Lochet: André, de CGT-vakbondsafgevaardigde
- Elodie Frégé: Suzanne Pujol op jonge leeftijd
- Gautier About: Maurice Babin op jonge leeftijd
- Jean-Baptiste Shelmerdine: Robert Pujol op jonge leeftijd
- Jean-Louis Leclercq: de dokter
- Vincent Collin: de journalist van Europe 1
- Martin De Myttenaere: Stanislas